# Arno Ebert
Arno Ebert (* 22. Juni 1899 in Weinheim; † 10. März 1955 in München) war ein deutscher Schauspieler und Hörspielsprecher.

## Leben und Wirken

### Am Theater
Über die künstlerische Ausbildung Arno Eberts ist derzeit nichts bekannt. Seit den 1920er Jahren spielte er an Bühnen in der deutschen Provinz. Verpflichtungen führten ihn bis 1945 an Spielstätten in Kaiserslautern, Oberhausen, Halberstadt, Baden-Baden, Aachen und Bielefeld. Nach dem Zweiten Weltkrieg kehrte er an das Theater der Stadt Baden-Baden zurück und blieb dort bis 1951 Ensemblemitglied. Anschließend ließ Arno Ebert sich in München nieder, wo er jedoch kein festes Bühnenengagement mehr bekam und sich dort in seinen verbleibenden Lebensjahren ganz auf die Arbeit vor der Kamera konzentrierte.

### Beim Film
Seinen ersten Filmauftritt absolvierte Arno Ebert 1936 mit der Rolle eines Besuchers der Metropolitan Opera in Paul Martins Filmkomödie Glückskinder, in der Lilian Harvey und Willy Fritsch die Hauptrollen spielten. In Arthur Maria Rabenalts Filmkomödie Chemie und Liebe (1948) und dessen Horror-Science-Fiction-Film Alraune (1952) mit Hildegard Knef in der Titelrolle war Ebert in einer jeweils kleineren Rolle besetzt. In Rabenalts romantischem Musicalfilm Wir tanzen auf dem Regenbogen war er 1952 als Kriminalinspektor zu sehen. Wiederum mit Rabenalt als Regisseur drehte Ebert 1953 das romantische Musikdrama Der letzte Walzer, in dem Eva Bartok und Curd Jürgens an der Spitze der Besetzungsliste standen. Im selben Jahr war er erneut in einem Film von Rabenalt besetzt, in dem Filmdrama Der unsterbliche Lump. Karlheinz Böhm, mit dem er schon in Alraune zusammengearbeitet hatte, war ebenfalls wieder mit von der Partie. Eine weitere Zusammenarbeit mit Rabenalt und Karlheinz Böhm ergab sich in dem 1954 veröffentlichten Filmdrama Die Sonne von St. Moritz. Ein weiterer Film von 1954 war die Literaturverfilmung nach Erich Kästner Das fliegende Klassenzimmer, in der er den Kapitän und Ziehvater des von Peter Kraus gespielten Johnny Trotz verkörperte. Im selben Jahr war er noch in dem Kriminaldrama Das Bekenntnis der Ina Kahr zu sehen, in dem er erneut auf Curd Jürgens traf.

### Im Hörspielstudio
Seit 1946 sind bei der ARD-Hörspieldatenbank zahlreiche Datensätze nachgewiesen, bei denen Ebert als Hörspielsprecher geführt wird. Er war, bis auf wenige Ausnahmen, für den Südwestfunk (SWF) überwiegend in Haupt- und größeren Nebenrollen im Einsatz.

### Karriereabschluss beim Fernsehen
In seinen letzten Lebensmonaten konzentrierte sich der Wahl-Münchner ganz auf die Mitwirkung in Fernsehfilmproduktionen. In der Verfilmung von Tschechows Theaterstück Der Bär war Ebert 1955 neben Käte Jaenicke und Hanns Ernst Jäger in einer Hauptrolle als Diener Luká besetzt. Seine letzte Rolle spielte er 1955 in der Folge Inspektor Bucket klärt den Tulkinghorn-Mord auf aus der Fernsehserie Die Galerie der großen Detektive, die am 4. März 1955 ausgestrahlt wurde. Sechs Tage darauf starb Arno Ebert im Alter von nur 55 Jahren.

## Filmografie (Auswahl)
- 1936: Glückskinder
- 1948: Chemie und Liebe
- 1952: Alraune
- 1952: Wir tanzen auf dem Regenbogen
- 1953: Der letzte Walzer
- 1953: Der unsterbliche Lump
- 1954: Meines Vaters Pferde I. Teil Lena und Nicoline
- 1954: Die Sonne von St. Moritz
- 1954: Das fliegende Klassenzimmer
- 1954: Das Bekenntnis der Ina Kahr
- 1955: Der Bär (Fernsehfilm)
- 1955: Überfahrt (Fernsehfilm)
- 1955: Die Galerie der großen Detektive (Fernsehserie, Folge Inspektor Bucket klärt den Tulkinghorn-Mord auf)

## Hörspiele
- 1946: William Shakespeare: Der Widerspenstigen Zähmung (Baptista) – Bearbeitung und Regie: Karl Peter Biltz
- 1946: Molière: Tartuffe (Cléante) – Regie: Karl Peter Biltz
- 1946: Erich Kästner: Emil und die Detektive (Vorsteher/Herr in der Straßenbahn) – Regie: Paul Fiebig
- 1946: Franz und Paul von Schönthan: Der Raub der Sabinerinnen (Professor Gollwitz) – Bearbeitung und Regie: Hans Goguel
- 1946: Johann Wolfgang von Goethe: Stella (Fernando) – Bearbeitung und Regie: Karl Peter Biltz
- 1946: Albrecht Goes: Die Hirtin (Weihnachtliches Spiel) (Sprecher) – Regie: Hans Goguel
- 1947: Jean Anouilh: Antigone (Sprecher) – Bearbeitung und Regie: Karl Peter Biltz
- 1947: Georg Büchner: Woyzeck (Vorsitzender des Gerichts) – Bearbeitung und Regie: Karl Peter Biltz
- 1948: Theodor Plievier: Stalingrad (General Gönnern) – Bearbeitung und Regie: Arthur Georg Richter
- 1948: Wilhelm Plünnecke, Artur Georg Richter: Der Weg in die Freiheit. Hörspiel zur Erinnerung an die Revolution 1848 (Poritz) – Regie: Arthur Georg Richter
- 1948: Wilhelm Hauff: Das kalte Herz (Großvater) – Bearbeitung und Regie: Gerd Beermann
- 1948: Louis-Benoît Picard: Der Parasit (Die Kunst, sein Glück zu machen), bearbeitet von Friedrich Schiller (Firmin) – Bearbeitung für den Funk und Regie: Julius Flach
- 1948: Bayard Veiller: Der Prozess Mary Dugan (Richter Nash) – Regie: Gerd Beermann
- 1948: Carl Zuckmayer: Des Teufels General (Mohrungen) – Regie: Karl Peter Biltz
- 1948: Georg Büchner: Dantons Tod (Legendre) – Bearbeitung und Regie: Christian Boehme
- 1949: Bruno Wellenkamp: Der Mann, der den Kuchen holen wollte (Kriminalrat) – Regie: Gerd Beermann
- 1949: Ernst von Khuon: Der Fälscher (Geheimrat) – Regie: Karl Peter Biltz
- 1949: Ladislaus Fodor: Gericht bei Nacht (Richter) – Bearbeitung und Regie: Karl Peter Biltz
- 1949: Fred von Hoerschelmann: Amtmann Enders. Fassung I (Dr. Kuhfell) – Regie: Karlheinz Schilling
- 1949: Jan de Hartog: Schiff ohne Hafen (Pfarrer) – Regie: Raoul Wolfgang Schnell
- 1949: Carl Zuckmayer: Barbara Blomberg (Quixada) – Bearbeitung und Regie: Karl Peter Biltz
- 1950: Axel Eggebrecht: Der halbe Weg. Spiegel und Chronik des Jahrhunderts (1. Professor) – Regie: Karl Peter Biltz
- 1950: Ernst von Khuon: Helium (Professor Zweiholz) – Regie: Gerd Beermann
- 1950: Alexander Márai: Ein Herr aus Venedig (Graf von Parma) – Regie: Theodor Steiner
- 1950: Hans Rothe: Verwehte Spuren (Ankunft bei Nacht) (Geheimrat) – Regie: Karl Peter Biltz
- 1950: Ernst von Khuon: Stellwerk K (Arzt) – Regie: Karl Peter Biltz
- 1950: Egon Jameson: Hero und Leander 1950. Eine Geschichte aus unseren Tagen (Katholischer Pfarrer) – Regie: Karl Peter Biltz
- 1951: Ernst von Khuon: Der Schnitt durch das Labyrinth (Vorsitzender) – Regie: Karl Peter Biltz (Original-Hörspiel, Dokumentarhörspiel)
- 1951: Franz Werfel: Der veruntreute Himmel (Papst) – Regie: Alois Garg
- 1951: Ernst von Khuon: Schritt ins Weltall – Utopie und Wirklichkeit – Regie: Gerd Beermann
- 1951: Constantin Virgil Gheorghiu: Fünfundzwanzig Uhr (Ministerpräsident) – Regie: Gert Westphal
- 1951: Robert Adolf Stemmle: Gerechtigkeit für Seznec. Nach den Dokumenten der Affäre Seznec (Bienvenu) – Regie: Karl Peter Biltz
- 1951: Graham Greene: Die Kraft und die Herrlichkeit – Bearbeitung und Regie: Karl Peter Biltz
- 1951: Carl Zuckmayer: Der Hauptmann von Köpenick (Gefängnisdirektor) – Bearbeitung und Regie: Karl Peter Biltz
- 1951: Robert Neumann: Treibgut dieser Jahre (Präsident) – Regie: Karl Peter Biltz
- 1952: Kurt Heynicke: Oktoberfrühling (Gottfried Keller) – Regie: Walter Knaus
- 1952: Hans Leopold Zollner: Skandal um Anselm Feuerbach – Regie: Hans Goguel
- 1953: Paul Wanner: Der Schneider von Ulm – Regie: Arthur Georg Richter
- 1953: Ernst von Khuon: Raumstation I beherrscht die Erde – Regie: Gerd Beermann